# کیروش استنلی
کیروش استنلی سوآرش فراژ (به پرتغالی: Kiros Stanlley Soares Ferraz)، (زادهٔ: ۲۱ اوت ۱۹۸۸)؛ که بیشتر با نام کیروش شناخته می‌شود بازیکن فوتبال اهل برزیل است که در پست مهاجم بازی می‌کند.

## باشگاهی
کیروس استنلی فوتبال خود را در لیگ برزیل و با حضور گاه به گاه در تیمهای فوتبال دسته دوم، سوم و چهارم این کشور آغاز کرد.
در ابتدای لیگ هفدهم جام خلیج فارس ایران تیم ذوب آهن اصفهان اقدام به جذب این مهاجم برزیلی کرد. کیروس هرچند در ابتدای فصل با مصدومیت مواجه شد اما در نهایت با انجام ۱۹ برای این تیم موفق به ثبت ۹ گل شد.
پس از پایان لیگ هفدهم وی با امضای قراردادی به سپاهان اصفهان پیوست. قدرت سرزنی و موفقیت بالا در نبردهای هوایی از مهم‌ترین ویژگی‌های این بازیکن بلند قامت می‌باشد.
وی در فصل ۹۸–۱۳۹۷ لیگ برتر خلیج فارس موفق به زدن ۱۶ گل شد و همراه شیمبا آقای گل این فصل از رقابت‌های لیگ برتر شد

## آمار باشگاهی
تا ۲۲ اوت ۲۰۲۱
| عملکرد        | عملکرد        | عملکرد        | لیگ      | لیگ      | جام      | جام      | قاره‌ای | قاره‌ای | مجموع | مجموع |
| فصل           | باشگاه        | لیگ           | بازی     | گل       | بازی     | گل       | بازی   | گل     | بازی  | گل    |
| ایران         | ایران         | ایران         | لیگ برتر | لیگ برتر | جام حذفی | جام حذفی | آسیا   | آسیا   | مجموع | مجموع |
| ------------- | ------------- | ------------- | -------- | -------- | -------- | -------- | ------ | ------ | ----- | ----- |
| ۲۰۱۷–۲۰۱۸     | ذوب آهن       | لیگ برتر      | ۱۹       | ۹        | ۱        | ۰        | ۸      | ۱      | ۲۸    | ۱۰    |
| مجموع ذوب آهن | مجموع ذوب آهن | مجموع ذوب آهن | ۱۹       | ۹        | ۱        | ۰        | ۸      | ۱      | ۲۸    | ۱۰    |
| ۲۰۱۸–۲۰۱۹     | سپاهان اصفهان | لیگ برتر      | ۲۶       | ۱۶       | ۳        | ۱        | _      | _      | ۲۹    | ۱۷    |
| ۲۰۱۹–۲۰۲۰     | سپاهان اصفهان | لیگ برتر      | ۲۳       | ۷        | ۱        | ۰        | ۵      | ۱      | ۲۹    | ۸     |
| ۲۰۲۰–۲۰۲۱     | سپاهان اصفهان | لیگ برتر      | ۱۷       | ۱        | ۰        | ۰        | _      | _      | ۱۷    | ۱     |
| مجموع سپاهان  | مجموع سپاهان  | مجموع سپاهان  | ۶۶       | ۲۴       | ۴        | ۱        | ۵      | ۱      | ۷۵    | ۲۶    |
| مجموع آمار    | مجموع آمار    | مجموع آمار    | ۸۵       | ۳۳       | ۵        | ۱        | ۱۳     | ۲      | ۱۰۳   | ۳۶    |

- آمار پاس گل

| فصل       | تیم     | پاس گل |
| --------- | ------- | ------ |
| ۲۰۱۷–۲۰۱۸ | ذوب آهن | ۱      |
| ۲۰۱۸–۲۰۱۹ | سپاهان  | ۳      |
| ۲۰۱۹–۲۰۲۰ | سپاهان  | ۲      |
| ۲۰۲۰–۲۰۲۱ | سپاهان  | ۱      |

## افتخارات
باشگاهی
- لیگ برتر
- نایب قهرمانی در لیگ برتر فوتبال ایران ۹۷–۱۳۹۶ به همراه تیم ذوب‌آهن اصفهان
- نایب قهرمانی در لیگ برتر فوتبال ایران ۹۸–۱۳۹۷ به همراه تیم سپاهان اصفهان
- نایب قهرمانی در لیگ برتر فوتبال ایران ۱۴۰۰–۱۳۹۹ به همراه تیم سپاهان اصفهان

فردی
- آقای گل لیگ برتر ۹۸–۱۳۹۷ با ۱۶ گل در تیم سپاهان اصفهان به‌طور مشترک با لوسیانو پریرا